# Amor y Dolor (escultura)

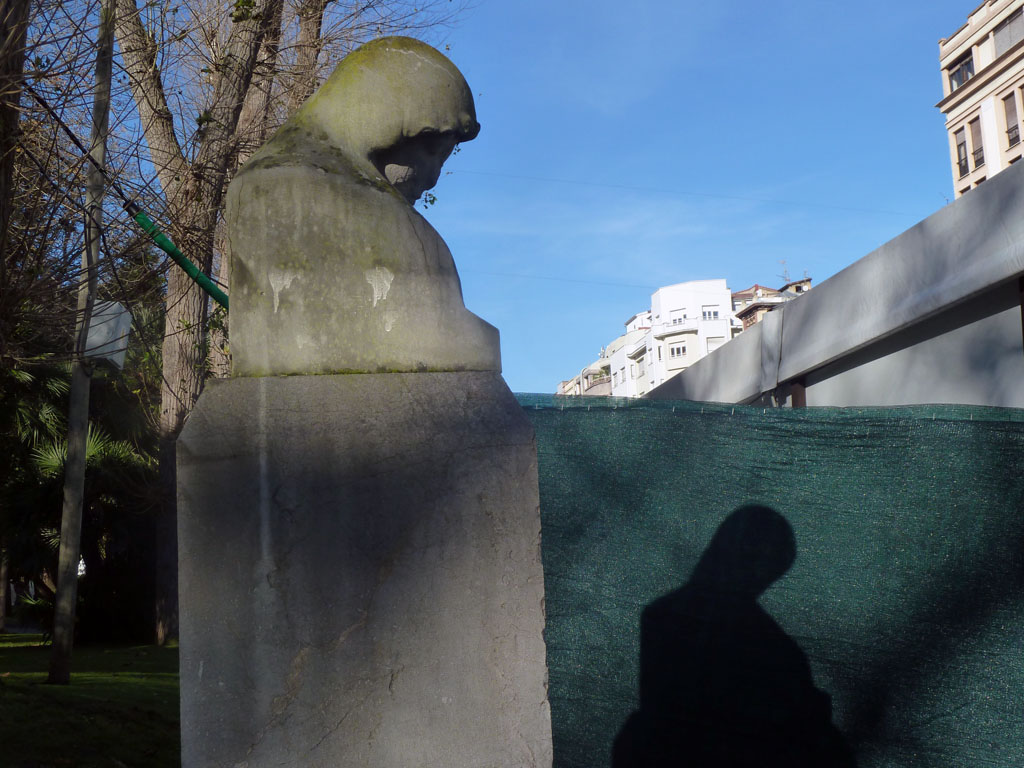
Dolor.

La escultura urbana conocida como Amor y Dolor, ubicada en el paseo de los Álamos (Campo de San Francisco), en la ciudad de Oviedo, Principado de Asturias, España, es una de las más de un centenar que adornan las calles de la mencionada ciudad española.
El paisaje urbano de esta ciudad se ve adornado por obras escultóricas, generalmente monumentos conmemorativos dedicados a personajes de especial relevancia en un primer momento, y más puramente artísticas desde finales del siglo XX.
La escultura, hecha en piedra, es obra de Víctor Hevia Granda, con intervención del marmolista Cabal y está datada el 22 de septiembre de 1925.
Se trata de dos copias que el autor llevó a cabo de parte del monumento a los héroes de la guerra de la Independencia (encargada por Ayuntamiento de Tarragona, en memoria de los defensores de la ciudad del asedio del general Suchet, en 1811), que el escultor Julio Antonio hizo para Tarragona, tras ganar el concurso en 1911 con su segundo proyecto. Las esculturas fueron pagadas y donadas posteriormente al Ayuntamiento por el marqués de Rodriga, que en aquel momento era el concejal de Parques y Jardines de la ciudad de Oviedo.
Las estatuas flanquean y jalonan la escalera de acceso al que en aquel momento era el Paseo de Francia desde el Paseo de los Álamos, en el Campo de San Francisco